# 安克爾鎮區 (伊利諾伊州麥克萊恩縣)
安克爾鎮區（英語：Anchor Township）是位於美國伊利諾伊州麥克萊恩縣的一個行政鎮區。

## 地方資料
根據2010年美國人口普查的數據，安克爾鎮區的面積為94.60平方千米，當中陸地面積為94.60平方千米，而水域面積為0.00平方千米。當地共有人口282人，而人口密度為每平方千米2.98人。